# Гонсалес Муслера, Факундо
Факу́ндо Эсекиэ́ль Гонса́лес Мусле́ра (исп. Facundo Ezequiel González Muslera; род. 10 апреля 2005, Ривера) — уругвайский футболист, защитник клуба «Данубио».

## Клубная карьера
Гонсалес — воспитанник клуба «Насьональ». В 2024 году игрок на правах аренды перешёл в столичный «Ривер Плейт». 23 февраля в матче против «Депортиво Мальдонадо» он дебютировал в уругвайской Примере. 21 апреля в поединке против «Прогресо» Факундо забил свой первый гол за «Ривер Плейт». В начале 2025 года Гонсалес был арендован «Данубио». 23 марта в матче против «Серро» он дебютировал за новую команду.

## Международная карьера
В 2025 году в составе молодёжной сборной Уругвая Гонсаелс принял участие в молодёжном чемпионате Южной Америки в Венесуэле. На турнире он сыграл в матчах против команд Перу, Венесуэлы, Аргентины, Колумбии и Парагвая.